# Naprava
Naprava je pomagalo koje obično služi za prihvat, stezanje, određivanje međusobnog položaja te vođenje alata i obratka za vrijeme strojne obrade. Tako na primjeri imamo naprave za bušenje, naprave za glodanje, naprave za zavarivanje, šablone za kopiranje, model za lijevanje. Različiti su nazivi za naprave u praksi: pomoćni pribor, stezni pribor, uređaji, šablone, modeli, standardni pomoćni pribor za alatne strojeve kao na primjer stezna glava, planska ploča, škripac, tokarski šiljak, okretni stol, stezni trn i slično.
Za alatničare naprava znači specijalno pomagalo koje treba izraditi jer se ne može nabaviti na tržištu.
Zadaci i značaj naprava su: 
- brzo i sigurno stezanje obratka,
- visoka točnost mjera i oblika (zamjenjivost dijelova),
- otpadaju poslovi obilježavanja i ocrtavanja,
- moguće posluživanje više strojeva,
- poslužitelji oslobođeni teškog fizičkog rada,
- smanjenje mogućih nezgoda pri radu,
- bolje iskorištenje strojeva,
- mogući rad osoba s nižom stručnom spremom,
- proizvodnja se može automatizirati,
- smanjenje neispravnih proizvoda (škarta).

## Podjela naprava
Naprave se mogu podijeliti prema postupku strojne obrade:
- naprava za glodanje, naprava za bušenje, naprava za tokarenje (za obradu odvajanjem čestica);
- naprava za zavarivanje, naprava za lemljenje (za obradu spajanjem).

Naprave se mogu podijeliti prema području primjene:
- jednonamjenska naprava (naprava za određeni proizvod) i
- višenamjenska naprava (naprava za različite proizvode).

Naprave se mogu podijeliti prema broju stegnutih obradaka:
- naprava za jedan obradak i
- naprava za više obradaka.

Naprave se mogu podijeliti prema broju redoslijedu obrade:
- naprava za pojedinačnu obradu (naprava za slijednu obradu po radnom procesu) i
- naprava za naizmjeničnu obradu (istovremeno više obrada po radnom procesu (naizmjenično) - taktna naprava).

Naprave se mogu podijeliti prema složenosti:
- jednostavne: manja točnost, nepokretne, stezanje vijcima ili ekscentrom;
- srednje složene: pomiču ili zakreću obradak, stežu više obradaka odjednom;
- vrlo složene: diobene i okretne, pneumatski ili hidraulički pogon.

### Sastavni dijelovi naprave
Obzirom na svoju namjenu, skoro sve naprave se sastoje od sljedećih konstrukcijskih cjelina, odnosno dijelova :
- dijelovi za određivanje položaja obratka (pozicioniranje, oslanjanje),
- dijelovi za stezanje,
- dijelovi za posluživanje i
- tijelo, kućište ili nosač naprave.

### Procesi pri posluživanju
Procesi pri posluživanju su:
- postavljanje obratka, zatvaranje naprave i stezanje obratka,
- strojna obrada,
- otpuštanje i otvaranje naprave,
- vađenje obratka i
- čišćenje naprave.

### Osnovna pravila pri projektiranju naprava
Osnovna pravila pri projektiranju naprava su:
- postavljanje obratka treba biti jednoznačno, sigurno i što brže bez dodatnog podešavanja,
- stezanje treba biti jednostavno i brzo bez deformacije obratka,
- odvođenje i čišćenje strugotine treba biti što jednostavnije, naprava treba biti kruta, proizvod vidljiv i pristupačan za obradu,
- dijelovi posluživanja moraju biti tako postavljeni da nema opasnosti od nezgoda pri radu
- koristiti što više standardnih i tipiziranih elemenata i dijelova.

## Dijelovi za određivanje položaja obratka

### Oslanjanje
Slobodno tijelo u prostoru može se pomicati uzduž sve 3 osi pravokutnog koordinatnog sustava (Kartezijev koordinatni sustav) i okretati oko njih (x, y, z). Dakle, slobodno tijelo u prostoru ima 6 mogućnosti ili sloboda gibanja. Naprava treba osigurati točan i jednoznačan položaj obratka te spriječiti njegovo pomicanje zbog djelovanja sila stezanja i sila rezanja.
Dijelovi naprave koji osiguravaju točan položaj obratka nazivaju se dijelovi za oslanjanje ili pozicioniranje. Oslanjanje treba biti potpuno. Nepotpuno ili prekomjerno oslanjanje prouzročit će odstupanje mjera i oblika na obratku. Za točan i siguran položaj obratka potrebna su 3 dijela za oslanjanje (plohe) i 3 sile stezanja.

### Dijelovi za oslanjanje na obratku ili baze
Za određivanje točnog položaja obratka u napravi potrebno je odabrati i dijelovi za oslanjanje na samom obratku ili baze. Ovisno o zahtjevima obrade mogu se odabrati jedna, dvije ili tri baze. Baze na obratku mogu biti ravna, kružna ili neka druga ploha te linija ili točka. Ovisno o stanju obrađenosti, baze mogu biti obrađene i neobrađene. Na slici su odabrane tri ravne plohe: jedna glavna i dvije pomoćne. Odabrane plohe bit će osnove (baze) za sva mjerenja tijekom obrade.

### Dijelovi naprave za oslanjanje
Za oslanjanje obratka u napravi najčešće se koriste ploče, graničnici, svornjaci, zatici, prizme, prstenovi i prihvatni limovi. Svi ti dijelovi se rade od kaljenog alatnog čelika ili čelika za cementiranje. 

#### Ploča
Ploča se koristi za manje obratke s ravnom plohom. Nije za veće i neravne plohe zbog nestabilnosti položaja. Nepovoljan utjecaj zaostalih čestica odvojenog materijala može se smanjiti izradom kanala na ploči. 

#### Podložna letva
Podložne letve se koriste za veće obratke i neravne plohe.

#### Oslonac ili čep
Oslonci ili čepovi se koriste za točkasto oslanjanje obradaka s neobrađenim i neravnim plohama. Ugrađuju se samo tri oslonca da se izbjegne prekomjerno oslanjanje, odnosno njihanje obratka. Ako je potrebno više oslonaca tada se ugrađuju prilagodljivi oslonci s pomičnom kuglom. Položaj oslonaca treba omogućiti sigurno postavljanje obratka te spriječiti savijanje i njihanje prilikom stezanja.

#### Graničnik
Graničnici određuju bočni položaj obratka. Letve su veliki bočni graničnici. Potrebno je izraditi različita oslobođenja na letvama i donjoj plohi da se izbjegnu smetnje pri oslanjanju zbog utjecaja strugotine, srha ili druge nečistoće. Zatici se koriste kod manjih sila rezanja i neravnih ploha na obratku. Spajanje graničnika je obično pomoću vijaka i zatika (rastavljivi spoj), što olakšava izradu, podešavanje i dotjerivanje naprave.

#### Svornjak
Svornjaci se koriste za određivanje položaja obradaka s provrtom. Mogu biti čvrsti i pomični te s vijencem kao podlogom za oslanjanje obratka i bez njega. Prijelaz sa svornjaka na vijenac treba biti s utorom – oslobođenje zbog srha ili strugotine.

#### Prizma
Prizme služe za oslanjanje valjkastih obradaka. One osiguravaju okomitost (na primjer kod bušenja) u odnosu na os obratka. Kut prizme obično je 90˚. Lako se ugrađuju u napravu.

#### Prihvatni limovi
Prihvatni limovi se koriste kod plosnatih obradaka. Limovi se pozicioniraju zaticima, a pričvršćuju vijcima na tijelo naprave.

#### Prihvatni zatik
Zatici su jednostavni i jeftini za izradu. Koriste se za pozicioniranje plosnatih obradaka s ravnim bočnim plohama.

#### Prihvatni prsten
Prsten služi za prihvat i oslanjanje velikih obradaka preko obrađenog vanjskog promjera. Ima velika oslobođenja za lakše odstranjivanje strugotine i nečistoća. Kut na prstenu je također s oslobođenjem (utor) radi sigurnog oslanjanja.

## Dijelovi za stezanje obratka
Dijelovi za stezanje sprečavaju pomicanje obratka za vrijeme obrade zbog djelovanja sila rezanja. Oni fiksiraju prethodno određen položaj obratka u napravi. 
Stezni pribor, stezna naprava, stezni alat, alat za stezanje, stezni dio ili element za stezanje sprječava pomicanje obratka za vrijeme strojne obrade zbog djelovanja sila rezanja. Stezni pribor učvršćuje (fiksira)  prethodno određen položaj obratka u napravi. Preko steznog pribora pretvara se izvorna sila (na primjer ručna) u veću steznu silu na obratku i zadržava (pamti) tijekom obrade. Dijelovi moraju biti čvrsti da se ne deformiraju (promjeni oblik) i ne popuste (otkoče) zbog djelovanja sile rezanja. Obično se površinski otvrdnjavaju (kale) da se spriječi trošenje zbog čestog stezanja i otpuštanja. Najvažniji stezni pribor su: vijci, klinovi, ekscentri, bajunete, koljenaste poluge, opruge, magneti, pneumatski i hidraulički dijelovi, stezne glave.

## Dijelovi za posluživanje
Dijelovi za posluživanje prenose silu i gibanje poslužitelja na dijelove naprave. Koriste se različite drške i poluge. Najčešći dijelovi za posluživanje su stožasta i kuglasta ručica, vijak s pritegom, narovašena matica, kuglasta, zvjezdasta i križna drška te ručno kolo. Oblik i veličinu dijelova za posluživanje treba odabirati tako da se sila stezanja postiže bez posebnog napora poslužitelja i bez pomoćnih sredstava.
Posebno treba paziti na sljedeće:
- svi dijelovi trebaju biti prikladni za ručno stezanje i lako pokretljivi,
- potrebna gibanja trebaju odgovarati prirodnom gibanju poslužitelja,
- dijelove za posluživanje ne postavljati blizu rubova ploha,
- izbjegavati postavljanje dijelova blizu reznog alata.

## Naprave za bušenje
Zadaća naprava za bušenje je čvrsto i sigurno stezanje obratka te vođenje alata (svrdlo, upuštalo) da se osigura točan položaj bušenja. Čvrsto stezanje obratka postiže se na različite načine, ovisno o veličini i obliku obratka. Vođenje alata je pomoću kaljenih vodećih čahura (tuljaka) koje se uprešavaju u tijelo naprave ili nosač čahura. Na napravama za mali broj proizvoda, vodeći provrt se buši na tijelu naprave. Naprave za bušenje dijele se na šablone, natične (nasadne) naprave, ručne, nepomične (fiksne), zakretne, viševretene i tako dalje.

### Izvedbe čahura za bušenje
Bušne čahure služe za vođenje alata i određivanje točnog položaja provrta na obratku. Položaj osi izrađenog provrta ovisi i o točnosti međusobnog položaja bušnog vretena i oslone plohe u napravi. Bušne čahure promjera do 18 mm rade se od alatnog čelika, a veće od čelika za cementiranje. Unutarnji promjer se brusi na toleranciju F7, a vanjski na n6 ili m6. Manje čahure, kod kojih se provrt može brusiti, buše se i grecaju s dodatkom 0,03 do 0,05 mm, a zatim kale i lepaju bakrenom šipkom na završnu mjeru.
| Dimenzije bušnih čahura | Dimenzije bušnih čahura | Dimenzije bušnih čahura |
| Unutarnji promjer d F7  | Vanjski promjer D n6    | Dužina vođenja          |
| ----------------------- | ----------------------- | ----------------------- |
| 2 - 5                   | (2,5 - 2) d             | (3 - 2,5) d             |
| 2 - 5                   | (2,5 - 2) d             | (3 - 2,5) d             |
| 2 - 5                   | (2,5 - 2) d             | (3 - 2,5) d             |

### Slike
|                                 |                                         |                                 |                             |
| Jednostavna šablona za bušenje. | Natična ili nasadna naprava za bušenje. | Naprava sa zakretnim poklopcem. | Okretna naprava za bušenje. |

|                                     |                          |                                |                 |
| Zakretna naprava s kutnom podlogom. | Bušna čahura po DIN 179. | Čvrste normirane bušne čahure. | Posebne čahure. |

|                                           |                                  |                                 |
| Udaljenost između bušne čahure i obratka. | Čahura s vijencem kao graničnik. | Utične ili uložne bušne čahure. |

## Naprave za glodanje
Naprave za glodanje su pretežno stezne naprave obratka, a vođenje alata je preko radnog vretena glodalice. Stezanje i držanje obratka mora biti čvrsto i sigurno obzirom na velike sile rezanja. Po mogućnosti, sila rezanja treba biti usmjerana prema čvrstom graničniku. Zbog velikog odstupanja sile rezanja treba uzeti u obzir sljedeća osnovna pravila:
- tijelo i stezni dijelovi trebaju biti što krući da se spriječi elastična deformacija (federiranje);
- sila stezanja treba biti dovoljno velika da se spriječi izbacivanje obratka iz naprave;
- obradak treba podložiti da se spriječi moguće savijanje;
- naprava treba biti čvrsto i sigurno stegnuta za radni stol glodalice

Namještanje glodala prema obratku najednostavnije je pomoću prethodno glodanog uzorka ili pomoću pripadajućeg kontrolnika.
Za duge i profilirane obratke prikladno je odabrati napravu pločastog oblika, kod koje se sile stezanja prenose preko steznih poluga i kuka. Kod dužih naprava treba predvidjeti prolaznost glodala na ulazu u zahvat s obratkom i na izlazu iz njega.

### Slike
|                                  |                      |                                                                   |
| Jednostavna naprava za glodanje. | Namještanje glodala. | Naprava za glodanje oblikovana od ploča s hidrauličkim stezanjem. |

## Naprave za tokarenje
Pored uobičajenih i standardiziranih steznih naprava koje se nazivaju pomoćni pribor tokarilice (stezna glava, planska ploča, trn, čahura i druge), često su potrebne i posebne naprave za stezanje i držanje obradaka nepravilnog oblika (otkivci, odljevci). Za razliku od bušenja i glodanja, kod tokarenja se pokreće masivni obradak velikom brzinom vrtnje (brzina rezanja). Zbog navedenog treba paziti na sljedeća pravila:
- tijelo naprave treba biti što lakše, ali i dovoljno kruto;
- naprava treba biti što bolje uravnotežena (balansirana) i s točnom kružnošću vrtnje (udar);
- tokarski nož treba postaviti s malim krakom i čvrsto stegnuti;
- stezna sila mora biti dovoljna da se suprotstavi centrifugalnoj sili i pri velikom broju okretaja.

Oblik obratka i prethodna obrada su odlučujići za određivanje položaja u napravi. Kratki obradak u obliku diska oslanja se na čelnu plohu, a dugi na obodnu (plašt). Mjera l1 treba biti što duža, a mjera l2 što kraća da se smanji moment naginjanja. Sile stezanja moraju biti dovoljno velike da se suprotstave silama rezanja, a da pri tome ne izobliče (deformiraju) obradak. Ovo je posebno važno za tankostijene obratke.
Naprava se pričvršćuje na steznu glavu radnog vretena, u stožasti provrt vretena ili na plansku ploču. Za pričvršćenje naprave na glavu radnog vretena potrebna je međuploča koja olakšava podešavanje i ugradnju naprave na drugu tokarilicu s pripadajućom međupločom. Pričvršćenje u provrt radnog vretena koristi se samo za manje, a planska ploča za velike naprave. Naprave se dijele po načinu oslanjanja i stezanja na stezne trnove, stezne glave i ekscentrične naprave.

### Slike
|                            |                         |                              |                                             |
| Trn sa steznim čeljustima. | Ekspanzioni stezni trn. | Vrste stezanja stezne glave. | Naprava za tokarenje s poprečnim stezanjem. |

|                                            |                            |                                           |                                                                    |
| Naprava za tokarenje s uzdužnim stezanjem. | Ekscentrična stezna glava. | Pomična naprava za ekscentrično stezanje. | Način stezanja dugačkih komada (na primjer osovina) na tokarilici. |